# 李一諾
李一諾は「一土教育」共同創業者、作家、「奴隷社会」チャンネル創設者、オンラインコミュニティ「諾言」管理人。

## 概要
中国清華大学卒、アメリカUCLAにて分子生物博士号取得、元ビル・アンド・メリンダ・ゲイツ財団中国代表、元マッキンゼーグローバルパートナー。2016年世界経済フォーラムのヤング・グローバル・リーダーズを受賞、清華大学シュワルツマン・スカラーズプログラム委員会メンバー、2015から2019年までイギリスオクスフォード大学院ローズ奨学金制度中国地域審査官。中国シンクタンクCenter for China and Globlization「中国改革開放40年海外留学帰国者40人」を受賞。
2014年、「奴隷社会」チャンネル創設、登録者数150万人、オリジナルエッセー1228編、うち10万以上のクリック数を誇るエッセーは238編に及ぶ。他メディアによる転載も多数。
2018年ら清華大同級生であった科学者の顔寧と「人物」雑誌の表紙に載った。
2018年「女性の力」フォーラムにて発表した演説「力はどこから？」が動画再生回数1000万。
2021年「フォーブス」誌の「2020年中国で最も影響力のあるビジネスウーマン」に選ばれた。
現在、「李一諾」ブランドはSNS10個以上を運営、延べ1200万のフォローワーを誇る。WeChat公式アカウント登録者数150万人、世界最大のプロフェッショナルネットワークLinkedInフォロワー280万人。
2016年一土学校を創立、グローバル視野を培って探求学習を通す先端教育にフォーカス。現在、中国北京・広州にて2キャンパスを展開、幼稚園から高校までの一貫校。
一土学校は中国の先端教育に特化した学校として知られてる、ティディアでも多く報道され、「一刻talk」「此念」での報道番組は延べ500万回の再生回数を誇る。
2018年、一土の教員スタッフチームとの合著「学校は家の延長線」出版、先端教育成果を発表。
2019年、一土学校は学校法人から教育ホールティングスへ、オンライン保護者コミュニティ「一土全村」を創立、オンライン・対面教育の同時進行を実現、学校と家庭の教育連携を図る。
2023年、日本国際交流基金に招待され、訪問学者として日本教育を考察。期間中、8地域の学校20校を訪問し、日本教育業界の官僚や教授と対談。フジテレビ、ロイターのインタビューに応じ、日本教育に関する見解を述べた。
雑誌「Wedge」2023年11月号特集（日本の教育が危ない）掲載記事 拝啓 日本の皆様　教育の力で国家の再構築

## 文化業界に於ける影響力
「女神が通りすぎる」、「夢がやってくる」を出版
2021年に出版したベストセラー「力はどこから？」10万部を記録、台湾でも出版。
27冊のベストセラー本の中国出版に携わった.
2022年、作家のマイケル・シンガー氏との対談を実現。マイケル氏の中国における影響力の拡大に尽力した。
2022年、チベット僧のヨンゲイ・ミンゲール・リンポチェを取材した。ヨンゲイに密着ドキュメンタリーのプロデューサーを招き、有料オンラインビューイングを企画。

海外の出版物の中国での宣伝に尽力している。
インタビュー：
- Julie Lythcott-Haims「大人の育て方」著者

- Samuel E. Abrams「 The Boundaries of Marketization in Education」著者、米コロンビア大教授。米スタンフォード大[9]

- 上野千鶴子教授「女ぎらい」著者、東京大学[10]

- 勝間和代「お金は銀行に預けるな」著者[11]

- Kenneth Stanley、Joel Lehman「偉大さは計画からやってこない」著者、世界的人工知能科学者、OpenAI研究員[12]

- Caroline Criado Perez「インビジブルウーマン」著者、イギリス新聞ガーディアン記者[13]

- Esther Wojcicki「成功者を生み出す方法」著者、米教育家

## オンラインコミュニティでの影響力
2017年オンライコミュニティ「諾言」をスタートした。マッキンゼーでのキャリアを元に制作したオンラインビジネスコースをデザイン、講師を務めた。現在、世界で74都市、2万5千人の参加者を誇る。年会費制のコミュニティで、毎年新しいコースをアップ。コミュニティー活動は多様で、オンライン学習、グループ活動、定期的な対面交流会などを行っている。
2019年オンラインチャンネル「奴隷社会」5周年を迎え、対面交流イベントではゲスト12名を招き、講演会を開催。ゲストは金融、コンサル、教育、チャリティなど様々な分野で世界トップレベルの専門家達で、当日現場に来られた参加者は2500人。
2022年、ニューヨーク、ロサンゼルスにて対面交流会を開催。
2023年、東京大学にて6講座を企画し、延べ2000人が参加した。